# بارداری اجباری

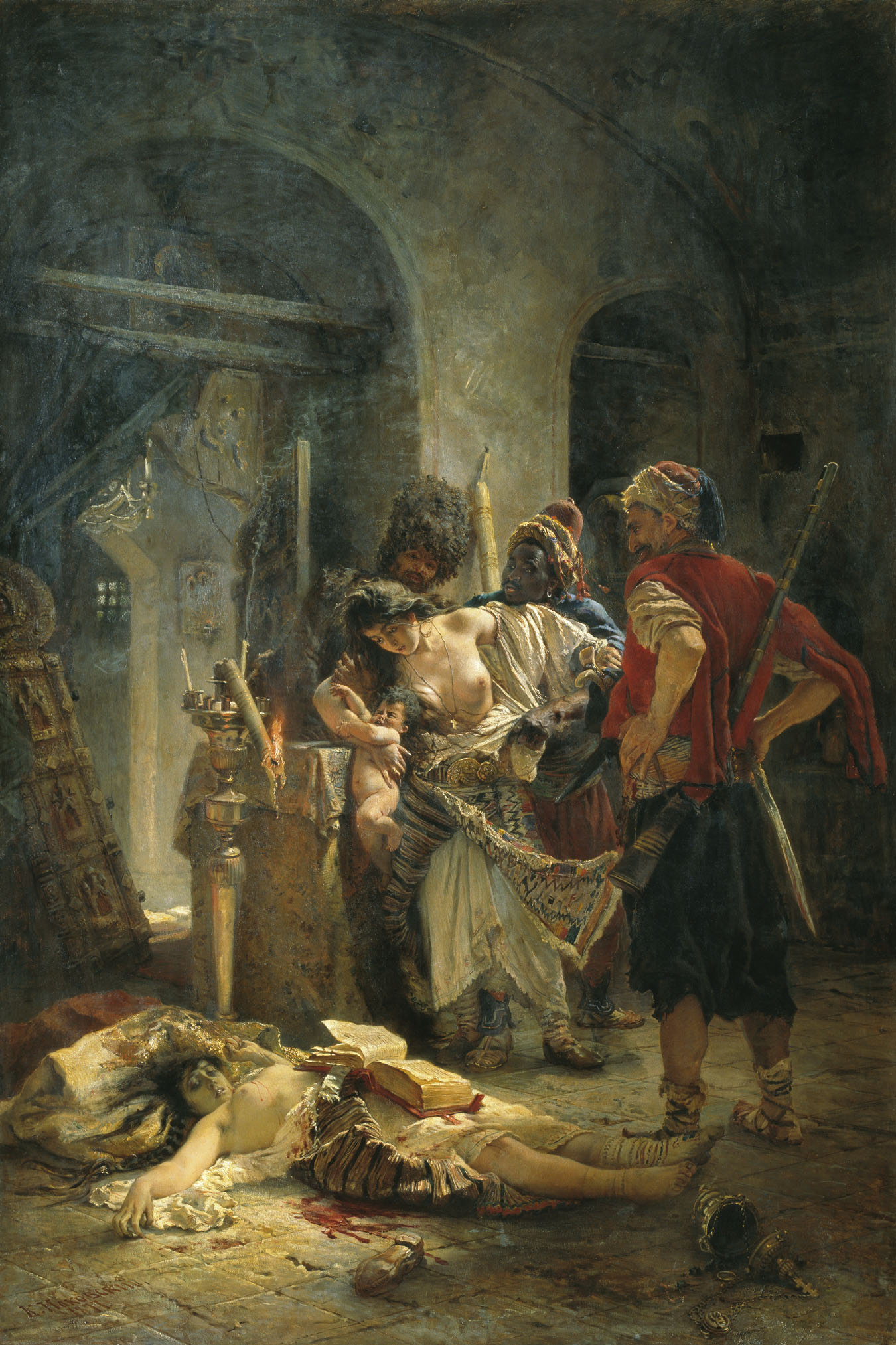
«زنان بلغاری شهید» (۱۸۷۷)، عنوان یک تابلوی نقاشی اثر نقاش روس کنستانتین ماکوفسکی است که تجاوز به زنان بلغاری را توسط باشی-بوزوق‌های آفریقایی‌شدهٔ عثمانی در خلال سرکوب «قیام آوریل» در سال ۱۸۷۶ به تصویر می‌کشد. این موضوع سبب خشم مردم و حمایت عمومی همه‌جانبه از بسیج نیروها و بروز جنگ روسیه و عثمانی (۱۸۷۷–۱۸۷۸) شد. هدف اعلام‌شدۀ این نبرد، رهایی بلغارها بود.

بارداری اجباری یا حاملگی اجباری (انگلیسی: Forced pregnancy) عملی است برای مجبور کردن زن یا دختر به باردار شدن بر خلاف میل و رضایت شخصی او، بیشتر به‌دنبال ازدواج اجباری، با هدفِ پرورش بردگان یا به عنوان بخشی از برنامه نسل‌کشی. حاملگی اجباری نوعی از «اجبار در باروری» است.

## امپراتوری ژاپن
زندانیان زن که در بند واحد ۷۳۱ نیروی زمینی امپراتوری ژاپن بودند، به منظور استفاده در آزمایش‌های پزشکی مجبور به بارداری شدند.
واحد ۷۳۱ یک واحدِ محرمانهٔ تحقیقات و توسعهٔ سلاح‌های میکروبی و شیمیایی در نیروی زمینی امپراتوری ژاپن بود که آزمایش‌های اجباری مرگباری بر روی افراد زنده در جنگ دوم چین و ژاپن (۱۹۴۵–۱۹۳۷) و در دورانِ جنگ جهانی دوم انجام داد. به‌عنوان مثال، زنان اسیر و زندانی در یکی از کمپ‌های این واحد را برای مقاصد تحقیقاتی به اجبار حامله می‌کردند. به‌ویژه برایشان مهم بود که احتمالِ انتقال مستقیم از مادر به جنین، در دوران بارداری بررسی شود؛ مخصوصاً دربارهٔ بیماری سیفلیس که تصور می‌شد بر باروری تأثیر داشته باشد. برای محققان واحد ۷۳۱ بسیار جالب بود که بدانند سیفلیس بر اعضای جنسی زنان چه تأثیری دارد و آیا جنین زنده می‌ماند یا خیر. با آنکه تعداد زیادی از نوزادان در اسارت به دنیا آمدند، هیچ مدرکی دالِ بر زنده بیرون آمدن زندانیان این مرکز، حتی کودکان، وجود ندارد. گمان می‌رود که زنان و کودکانِ زندانی را کشتند و حاملگی‌ها را [با سقط] پایان دادند.

## عروس‌ربایی
شیوه‌های عروس‌ربایی و ازدواج اجباری معمولاً (به استثنای «دزدیدن نمادین عروس» که در واقع فرارهای توافقی هستند) شامل تجاوز به «عروس» به قصد مجبور کردن او برای حاملگی است تا او را در موقعیتی قرار دهد که وی را به متجاوز و خانواده‌اش وابسته کند و به دلیل نگرش‌های فرهنگی نسبت به تجاوز، دیگر نتواند به نزد خانواده‌اش بازگردد. در قرقیزستان، سالانه هزاران دختر و زن جوان ربوده می‌شوند تا مجبور به ازدواج شوند. اگرچه این عمل در سال ۲۰۱۳ غیرقانونی شد، اما عروس‌ربایی همچنان وجود دارد و عواقب مخربی برای جامعه به جای گذاشته‌است. معمولاً از آن عمل به عنوان یک سنت یاد می‌شود که به عنوان یک امر برای انجام در هنگامی است که مرد به سن ازدواج می‌رسد.

## به عنوان وسیله‌ای برای نسل‌کشی
تجاوز جنسی، بردگی جنسی و اقدامات مرتبط با آن از جمله حاملگی اجباری و فاحشگی اجباری، اکنون تحت کنوانسیون ژنو، جنایت علیه بشریت و جنایت جنگی تلقی می‌شود؛ به‌ویژه از سال ۱۹۴۹، ماده ۲۷ کنوانسیون چهارم ژنو، و بعداً نیز پروتکل‌های ۱۹۷۷ الحاقی به کنوانسیون ۱۹۴۹ ژنو، تجاوز جنسی در زمان جنگ و فحشای اجباری را آشکارا و به صراحت ممنوع می‌کند. یادداشت توضیحی اساسنامه رم که صلاحیت و حد و حدود دیوان کیفری بین‌المللی را تعریف می‌کند، تجاوز جنسی، برده‌داری جنسی، فاحشگی اجباری و بارداری اجباری را به عنوان جنایت علیه بشریت به رسمیت می‌شناسد.
مطابق دادگاه بین‌المللی کیفری برای رواندا، تجاوز به عنف، زمانی که به‌طور سیستماتیک یا در مقیاس دسته جمعی برای نابود کردن مردم استفاده شود، ممکن است نسل‌کشی تلقی گردد. بعدها دادگاه بین‌المللی کیفری یوگسلاوی سابق نیز تجاوز جنسی را به عنوان جنایت علیه بشریت طبقه‌بندی کرد. در سال ۲۰۰۸، قطعنامه ۱۸۲۰ شورای امنیت سازمان ملل متحد، چنین اقداماتی را به عنوان «جنایت جنگی، جنایت علیه بشریت یا … نسل‌کشی» شناسایی کرد. علیرغم این اقدامات، تجاوز جنسی، خواه سیستماتیک یا غیر آن، همچنان در مناطق درگیری به‌طور گسترده وجود دارد.